# Ermita del Pedregal
Ermita del Pedregal és una ermita de Tàrrega (Urgell) inclosa a l'Inventari del Patrimoni Arquitectònic de Catalunya.

## Descripció
La capella actual és bastida amb les restes romàniques i també gòtiques del primitiu monestir cistercenc del Pedregal. L'ermita consta d'una façana amb un portal d'accés en arc de mig punt dovellat amb unes senzilles arquivoltes a tall de guardapols, acabades amb unes petites mènsules en forma de caps. A banda i banda d'aquest portal hi ha un fris amb escuts heràldics d'entre els quals és ben visible el corresponent al llinatge dels Cardona. Damunt d'aquesta portalada d'accés a l'ermita hi ha un finestral gòtic geminat acabat amb una rosassa de sis puntes trifoliades de dos metres d'alçada i 1 metre amb 50 centímetres d'amplada. Al capdamunt hi ha adossada una clau de volta amb l'alt relleu d'un Agnus Dei i lateralment als extrems superiors hi ha dues figures esculpides, una és un àngel i l'altra és la Verge Maria. Per la banda del migdia l'ermita presenta dues obertures més, es tracta de dues majestuoses finestres geminades de gairebé un metre i mig d'amplada amb una columna de separació interna on cada finestral a la seva part superior és coronat per un rosetó. La coberta superior és realitzada a dos vessants.
L'interior de la capella es distribueix a partir d'un espai únic, però dividit en dos àmbits clarament diferenciables. El presbiteri presenta una gran balconada a tall de cambril, on se situa la talla gòtica de pedra de la Mare de Déu del Pedregal.

## Història
El monestir del Pedregal es correspon amb una filial cistercenca del cenobi de Vallbona de les Monges. La seva fundació és datada aproximadament del 1190, i una de les famílies nobiliàries que es van caracteritzar per esdevenir uns grans protectors del monestir foren els Cardona tal com també ho testimonien els conservats d'aquesta família. És un monestir que va veure la seva extinció el 1604 per manca de recursos.